# Weathertech Sportscar Championship 2016
Weathertech Sportscar Championship 2016 var den tredje säsongen av den nordamerikanska racingserien för sportvagnar och GT-bilar, Weathertech Sportscar Championship (Tidigare United Sportscar Championship) och sanktionerades av International Motor Sports Association. Säsongen omfattade 12 deltävlingar. 
Hösten 2015 tecknade ett IMCA ett 10 årigt sponsoravtal med biltillbehörstillverkaren Weathertech gällande namnrättigheterna. Avtalet innebär att serien byter namn till Weathertech Sportscar Championship.

## Tävlingskalender
| Datum         | Bana                    | Segrare Prototype - Team                               | Segrare PC - Team                                        | Segrare GTLM - Team                             | Segrare GTD - Team                              |
| Datum         | Bana                    | Segrare Prototype - Förare                             | Segrare PC - Förare                                      | Segrare GTLM - Förare                           | Segrare GTD – Förare                            |
| ------------- | ----------------------- | ------------------------------------------------------ | -------------------------------------------------------- | ----------------------------------------------- | ----------------------------------------------- |
| 30-31 januari | Daytona                 | Extreme Speed Motorsports                              | JDC-Miller Motorsports                                   | Corvette Racing                                 | Magnus Racing                                   |
| 30-31 januari | Daytona                 | Ed Brown Pipo Derani Johannes van Overbeek Scott Sharp | Misha Goikhberg Kenton Koch Chris Miller Stephen Simpson | Marcel Fässler Oliver Gavin Tommy Milner        | Andy Lally John Potter René Rast Marco Seefried |
| 19 mars       | Sebring                 | Extreme Speed Motorsports                              | CORE Autosport                                           | Corvette Racing                                 | Scuderia Corsa                                  |
| 19 mars       | Sebring                 | Ed Brown Pipo Derani Johannes van Overbeek Scott Sharp | Jon Bennett Colin Braun Mark Wilkins                     | Marcel Fässler Oliver Gavin Tommy Milner        | Alessandro Balzan Christina Nielsen Jeff Segal  |
| 16 april      | Long Beach              | Wayne Taylor Racing                                    | JDC-Miller Motorsports                                   | Porsche North America                           | Inga deltagare                                  |
| 16 april      | Long Beach              | Jordan Taylor Ricky Taylor                             | Misha Goikhberg Stephen Simpson                          | Patrick Pilet Nick Tandy                        | Inga deltagare                                  |
| 1 maj         | Laguna Seca             | Michael Shank Racing with Curb/Agajanian               | PR1/Mathiasen Motorsports                                | Ford Chip Ganassi Racing                        | Team Seattle / Alex Job Racing                  |
| 1 maj         | Laguna Seca             | Oswaldo Negri, Jr. John Pew                            | Robert Alon Tom Kimber-Smith                             | Ryan Briscoe Richard Westbrook                  | Mario Farnbacher Alex Riberas                   |
| 4 juni        | Belle Isle              | Wayne Taylor Racing                                    | Starworks Motorsport                                     | Inga deltagare                                  | Riley Motorsports                               |
| 4 juni        | Belle Isle              | Jordan Taylor Ricky Taylor                             | Alex Popow Renger van der Zande                          | Inga deltagare                                  | Jeroen Bleekemolen Ben Keating                  |
| 3 juli        | Watkins Glen            | Action Express Racing                                  | Starworks Motorsport                                     | Ford Chip Ganassi Racing                        | Scuderia Corsa                                  |
| 3 juli        | Watkins Glen            | Filipe Albuquerque João Barbosa Christian Fittipaldi   | Alex Popow Renger van der Zande                          | Ryan Briscoe Richard Westbrook                  | Alessandro Balzan Christina Nielsen Jeff Segal  |
| 10 juli       | Mosport                 | Action Express Racing                                  | CORE Autosport                                           | Ford Chip Ganassi Racing                        | Turner Motorsport                               |
| 10 juli       | Mosport                 | Dane Cameron Eric Curran                               | Jon Bennett Colin Braun                                  | Ryan Briscoe Richard Westbrook                  | Bret Curtis Jens Klingmann                      |
| 23 juli       | Lime Rock               | Inga deltagare                                         | Starworks Motorsport                                     | Corvette Racing                                 | Magnus Racing                                   |
| 23 juli       | Lime Rock               | Inga deltagare                                         | Alex Popow Renger van der Zande                          | Oliver Gavin Tommy Milner                       | Andy Lally John Potter                          |
| 7 augusti     | Road America            | Action Express Racing                                  | PR1/Mathiasen Motorsports                                | Corvette Racing                                 | Riley Motorsports                               |
| 7 augusti     | Road America            | Dane Cameron Eric Curran                               | Robert Alon Tom Kimber-Smith                             | Oliver Gavin Tommy Milner                       | Jeroen Bleekemolen Ben Keating                  |
| 21 augusti    | Virginia                | Inga deltagare                                         | Inga deltagare                                           | Corvette Racing                                 | Paul Miller Racing                              |
| 21 augusti    | Virginia                | Inga deltagare                                         | Inga deltagare                                           | Antonio García Jan Magnussen                    | Bryan Sellers Madison Snow                      |
| 17 september  | Circuit of the Americas | Wayne Taylor Racing                                    | Starworks Motorsport                                     | Porsche North America                           | Turner Motorsport                               |
| 17 september  | Circuit of the Americas | Jordan Taylor Ricky Taylor                             | Alex Popow Renger van der Zande                          | Earl Bamber Frédéric Makowiecki                 | Bret Curtis Jens Klingmann                      |
| 1 oktober     | Road Atlanta            | Michael Shank Racing with Curb/Agajanian               | PR1/Mathiasen Motorsports                                | Risi Competizione                               | Riley Motorsports                               |
| 1 oktober     | Road Atlanta            | Oswaldo Negri, Jr. John Pew Olivier Pla                | Robert Alon Tom Kimber-Smith José Gutiérrez              | Giancarlo Fisichella Toni Vilander James Calado | Jeroen Bleekemolen Ben Keating Marc Miller      |

## Slutställning
| Klass     | Förare                              | Team                  | Bilmärke  |
| --------- | ----------------------------------- | --------------------- | --------- |
| Prototype | Dane Cameron Eric Curran            | Action Express Racing | Chevrolet |
| PC        | Alex Popow Renger van der Zande     | Starworks Motorsport  |           |
| GTLM      | Oliver Gavin Tommy Milner           | Corvette Racing       | Chevrolet |
| GTD       | Alessandro Balzan Christina Nielsen | Scuderia Corsa        | Audi      |